# Cape Jervis
Cape Jervis är en ort i Australien. Den ligger i kommunen Yankalilla och delstaten South Australia, omkring 88 kilometer sydväst om delstatshuvudstaden Adelaide. Antalet invånare är 295.
Runt Cape Jervis är det mycket glesbefolkat, med 4 invånare per kvadratkilometer.. Cape Jervis är det största samhället i trakten. 
Trakten runt Cape Jervis består till största delen av jordbruksmark. Genomsnittlig årsnederbörd är 863 millimeter. Den regnigaste månaden är juni, med i genomsnitt 172 mm nederbörd, och den torraste är januari, med 24 mm nederbörd.